# Zonitis atripes
Zonitis atripes es una especie de coleóptero de la familia Meloidae.

## Distribución geográfica
Habita en Madagascar.